# Erzbistum Pondicherry und Cuddalore
Das Erzbistum Pondicherry und Cuddalore (lateinisch Archidioecesis Pondicheriensis et Cuddalorensis) ist eine Erzdiözese der römisch-katholischen Kirche in Indien mit Sitz in Puducherry (Pondicherry).

## Geschichte
Das Erzbistum Pondicherry und Cuddalore wurde 1776 durch Papst Pius VI. aus Gebietsabtretungen der Mission sui juris Madurai als Mission sui juris Pondicherry errichtet. Am 14. Juni 1828 wurde die Mission sui juris Pondicherry durch die Kongregation De Propaganda Fide mit dem Dekret Cum christianissimus zur Apostolischen Präfektur erhoben. Die Apostolische Präfektur Pondicherry wurde am 1. September 1836 durch Papst Gregor XVI. mit der Apostolischen Konstitution Apostolici muneris zum Apostolischen Vikariat erhoben.
Am 1. September 1886 wurde das Apostolische Vikariat Pondicherry zum Bistum erhoben. Das Bistum Pondicherry wurde am 7. Juni 1887 durch Papst Leo XIII. mit Apostolischen Konstitution Humanae salutis zum Erzbistum erhoben. Das Erzbistum Pondicherry gab am 1. September 1889 Teile seines Territoriums zur Gründung des Bistums Kumbakonam ab. Eine weitere Gebietsabtretung erfolgte am 26. Mai 1930 zur Gründung des Bistums Salem. Am 7. August 1953 wurde das Erzbistum Pondicherry in Erzbistum Pondicherry und Cuddalore umbenannt.

## Kirchenprovinz
| Diözese                             | Katholiken | Einw., ges. |
| ----------------------------------- | ---------- | ----------- |
| Erzbistum Pondicherry und Cuddalore | 00386.967  | 007.272.356 |
| Bistum Dharmapuri                   | 00052.169  | 002.856.300 |
| Bistum Kumbakonam                   | 00195.582  | 002.605.732 |
| Bistum Salem                        | 00084.072  | 005.040.157 |
| Bistum Tanjore                      | 00193.560  | 003.820.117 |

## Ordinarien

### Apostolische Superiore der Karnatic Mission / Pondicherry
- Pierre Brigot MEP, 1776–1791
- Nicolas Champenois MEP, 1791–1810 (seit 1785 Koadjutor)
- Louis-Charles-Auguste Hébert MEP, 1811–1836

### Apostolische Vikare von Pondicherry
- Clément Bonnand MEP, 1850–1861
- Joseph-Isidore Godelle MEP, 1861–1867
- François-Jean-Marie Laouënan MEP, 1868–1886

### Bischöfe von Pondicherry
- François-Jean-Marie Laouënan MEP, 1886–1887

### Erzbischöfe von Pondicherry
- François-Jean-Marie Laouënan MEP, 1887–1892
- Joseph-Adolphe Gandy MEP, 1892–1909
- Elie-Jean-Joseph Morel MEP, 1909–1929
- Auguste-Siméon Colas MEP, 1930–1953

### Erzbischöfe von Pondicherry und Cuddalore
- Auguste-Siméon Colas MEP, 1953–1955
- Ambrose Rayappan, 1955–1973
- Venmani Selvanather, 1973–1992
- Michael Augustine, 1992–2004
- Antony Anandarayar, 2004–2021
- Francis Kalist, seit 2022